# Pagasts
Un pagasts (IPA:[pɑgɑst͡s] ; pagasti au pluriel), signifiant littéralement « paroisse », est la plus petite subdivision territoriale et administrative de la Lettonie. Cette paroisse civile s'articule pour la plupart du temps autour d'un village.
La réforme administrative et territoriale du 1er juillet 2009 consiste à fonder des municipalités (novadi) par regroupement d'une ville et des pagasti environnants ou de pagasti entre eux.